# Chainsaw man
Chainsaw man is een Japanse manga geschreven en geïllustreerd door Tatsuki Fujimoto. De manga telt 12 delen en  164 hoofdstukken. Chainsaw man werd voor het eerst gepubliceerd door uitgeverij Shueisha Weekly Shonen Jump in Japan in december 2018 tot december 2020.
Een tweede deel van de manga werd gepubliceerd door Shueisha Weekly Shonen Jump in 2022. De manga in het Engels is gelicentieerd door Viz Media, voor zowel de gedrukte als de digitale release, en is ook gepubliceerd door Shueisha op het Manga Plus-platform. Een animeversie van de manga werd geproduceerd door MAPPA ging in 2022 in première.

## Plot
Het gaat over Denji, een jongen, die zonder zijn ouders moet overleven en de schulden van zijn vader moet terugbetalen. Hij ontmoet een soort hondachtige duivel genaamd Pochita en sluit daarmee een contract, wat leidt tot het fuseren van Denji en Pochita. Het fuseren geeft hem de superkracht zoals kettingzagen op zijn lichaam te krijgen. Hij gaat dan meedoen aan de duivelsjagers voor openbare veiligheid die zich specialiseren in het vermoorden van duivels.

## Wereldvorming
De wereld bestaat uit duivels, duivel mannen (devilmen) en mensen. De duivels worden gecreëerd en voeden zich van de angst die de mensen hebben. Sommige mensen maken contracten met hun om dan tegen andere duivels te vechten. Deze mensen die daarin gespecialiseerd zijn de duiveljagers. Duivels zijn geboren in hel, komen naar de aarde wanneer ze vermoord worden in hel en omgekeerd. Duiveljagers kunnen geen contract maken met een duivel zonder daar iets voor teruggeven. Duivels hebben ook de capaciteit om een menselijk lichaam te hebben indien de persoon in kwestie al dood is.

### Verhaal
Het verhaal gaat over Denji, een jongen met blond haar, scherpe tanden, en leeft zonder ouders. Hij leeft in armoede door het moeten betalen van de schulden die zijn vader had voor de Yakuza. Met de duivel, Pochita werkt hij als duiveljager om wat geld bij te brengen, maar wordt dan bedrogen door de Yakuza, die een contract hadden gemaakt met de zombieduivel en daarop wordt vermoord. Pochita maakt dan een contract met Denji waardoor hij terug naar het leven komt en ze samen fusioneren met de conditie dat Denji zijn dromen zou waarmaken. Met behulp van kettingzagen redt hij zichzelf door iedereen te vermoorden. Denji wordt dan een lid van de duiveljagers in ruil voor een normaal leven.
| チェンソーマン         | Chainsaw man                                     |
| Doelgroep              | Shōnen                                           |
| Genre                  | Actie, Komedie, horror                           |
| Manga                  | Chainsaw man                                     |
| Mangaka                | Tatsuki Fujimoto                                 |
| Uitgever               | Shueisha                                         |
| Andere uitgevers       | Viz Media                                        |
| Publicatie in          | Weekly Shōnen Jump                               |
| Originele publicatie   | (3 december, 2018- 14 december 2020 (1ste deel)) |
| Delen                  | 12 volumes                                       |
| Tv-anime: Chainsaw man |                                                  |
| Studio                 | MAPPA                                            |
| Muziek                 | Kensuke Ushio                                    |
| Licentie               | Crunchyroll (wereldwijd)                         |
| Licentie               | Medialink (Azië)                                 |